# Ariadna obscura
Espèce
Synonymes
- Dysdera obscura Blackwall, 1858
- Ariadora campinensis Mello-Leitão, 1916
- Ariadna gracilis Mello-Leitão, 1916
- Ariadna taperae Mello-Leitão, 1929
- Ariadna conspersa Mello-Leitão, 1941

Ariadna obscura est une espèce d'araignées aranéomorphes de la famille des Segestriidae.

## Distribution
Cette espèce se rencontre au Brésil et au Pérou.

## Description
Le mâle décrit par Giroti et Brescovit en 2018 mesure 4,92 mm et la femelle 8,32 mm, les mâles mesurent de 4,48 à 6,24 mm et les femelles de 6,72 à 9,84 mm.

## Publication originale
- Blackwall, 1858 : Characters of a new genus and description of three recently discovered species of Araneida. The Annals and magazine of natural history, sér. 3, vol. 2, p. 331-335 (texte intégral).